# Antonio Romero y Andía
Antonio Romero y Andía (Madrid, 11 de mayo de 1815 - Madrid, 7 de octubre de 1886) fue clarinetista, editor y comerciante de música español. Responsable de una línea pedagógica que seguirán figuras importantes para el mundo del clarinete como Miguel Yuste, y su alumno más aventajado Julián Menéndez, ambos fundadores de escuela clarinetística en España, cuya metodología entre obras y ejercicios, está vigente hoy en día en todos los conservatorios. 

## Biografía
Antonio María Mamerto Romero y Andía nace el 11 de mayo de 1815 en Madrid, hijo legítimo de Juan Romero, natural de Peracense, y de María Andía, natural de Madrid. Fue bautizado el día 12 en la iglesia de San Martín. El padre de Antonio, Juan Romero y Zarzoso, participó en la defensa de la patria, y más tarde en los combates contra las tropas de Napoleón I. A causa de las heridas sufridas en campaña falleció en 1818, dejando huérfanos un hijo (Antonio, de 3 años de edad) y una hija (Martina, de 7 años), únicos supervivientes de la descendencia del matrimonio que tuvo un primogénito llamado también Antonio y que falleció a los catorce años de edad, seis años antes de desaparecer el padre.
A los 10 años comienza su formación musical. Las opciones de educación musical existentes en España en el primer cuarto de siglo eran de carácter eclesiástico o militar. Ambas instituciones (eclesiástica y militar), brindaban dos posibilidades de estudiar música. Existían otras dos maneras de instruirse musicalmente: las clases particulares y el Conservatorio. Romero no pudo acceder a la primera por falta de recursos económicos y la segunda no llegará hasta 1831. Ser huérfano de militar unido al gusto de la madre por la música, hará que opte por el ejército como cauce para garantizar al niño una formación musical.
El sistema se basaba en la pura capacidad retentiva, carente de análisis y autonomía para estudiar una lección sin ayuda de un guía. Este modo de enseñar música se hallaba por aquella época muy generalizado en España porque los métodos que circulaban eran muy pocos y los que se dedicaban a la música no contaban con grandes recursos para poder adquirirlos, tal y
como le sucede a Romero.
Por motivos de traslado a otra plaza de su maestro, Romero deberá buscar nuevas formas de proseguir su enseñanza, y es cuando conoce a Antonio Píriz, que sorprendido por sus dotes le ofrece dar clase gratuitamente. Al poco tiempo y viendo su enorme progreso en el solfeo, su maestro le introduce al clarinete. Con 14 años, se presentó ante el público madrileño y debido a su gran manejo del instrumento cogió la fama de niño prodigio (fomentada a la vez por su poca estatura).
Comenzó a tocar en las compañías teatrales de las cercanías de Madrid y enseguida consiguió plaza como músico clarinetista tanto en formaciones militares como civiles, destacando el 5.º Regimiento de Ligeros, Regimiento de Artillería de la Guardia Real, director musical de la orquesta de un circo ecuestre, clarinete primero en la capilla de S.M, profesor del conservatorio de Madrid.…etc
Con 26 años conoce a Eslava, quien más que infundir a Romero la idea de vincularse al mundo de la composición musical, Eslava le hace partícipe de la importancia de utilizar sus conocimientos para desarrollar una obra con fines educativos, encaminada a cambiar el discurrir de la estética musical reinante en España a partir de un cambio en la educación musical. Los indicios de esta influencia se manifiestan desde el primer método que Romero empieza a desarrollar junto al maestro, y que se convertirá en la base de la Instrucción musical completa española, que editará a partir de 1856. Es a partir de aquí cuando empieza a publicar una serie de métodos para el aprendizaje de instrumentos musicales, siendo el más famoso y destacable el “Método completo de clarinete”. 
Fallece en Madrid el 7 de octubre de 1886.

## Editor y almacenista musical
Romero publicó una serie de revistas filarmónicas y organizó conciertos, en especial desde la fundación del llamado Salón Romero (1884-1896) considerado durante muchos años la principal sala de conciertos de Madrid, y que albergó eventos tales como recitales del pianista español Isaac Albéniz (1886) del que publicó sus primeras obras.

## Obras y escritos
Algunas de sus innumerables obras y escritos son:
- Primer solo original para clarinete y piano
- Fantasía sobre motivos de Lucrecia Borgia
- Método Completo de Clarinete
- Instrucción y ejercicio para el Clarinete
- Tabla del Clarinete de trece llaves
- Tabla general del Clarinete
- Método de solfeo
- Método para afinar el Piano

## Distinciones honoríficas
- Caballero gran cruz de la Orden Civil de María Victoria.[1]
- Comendador de la Orden de Carlos III.
- Caballero de la Orden de Isabel la Católica.
- Caballero de la Orden de Cristo.